# 스티브 카데나스

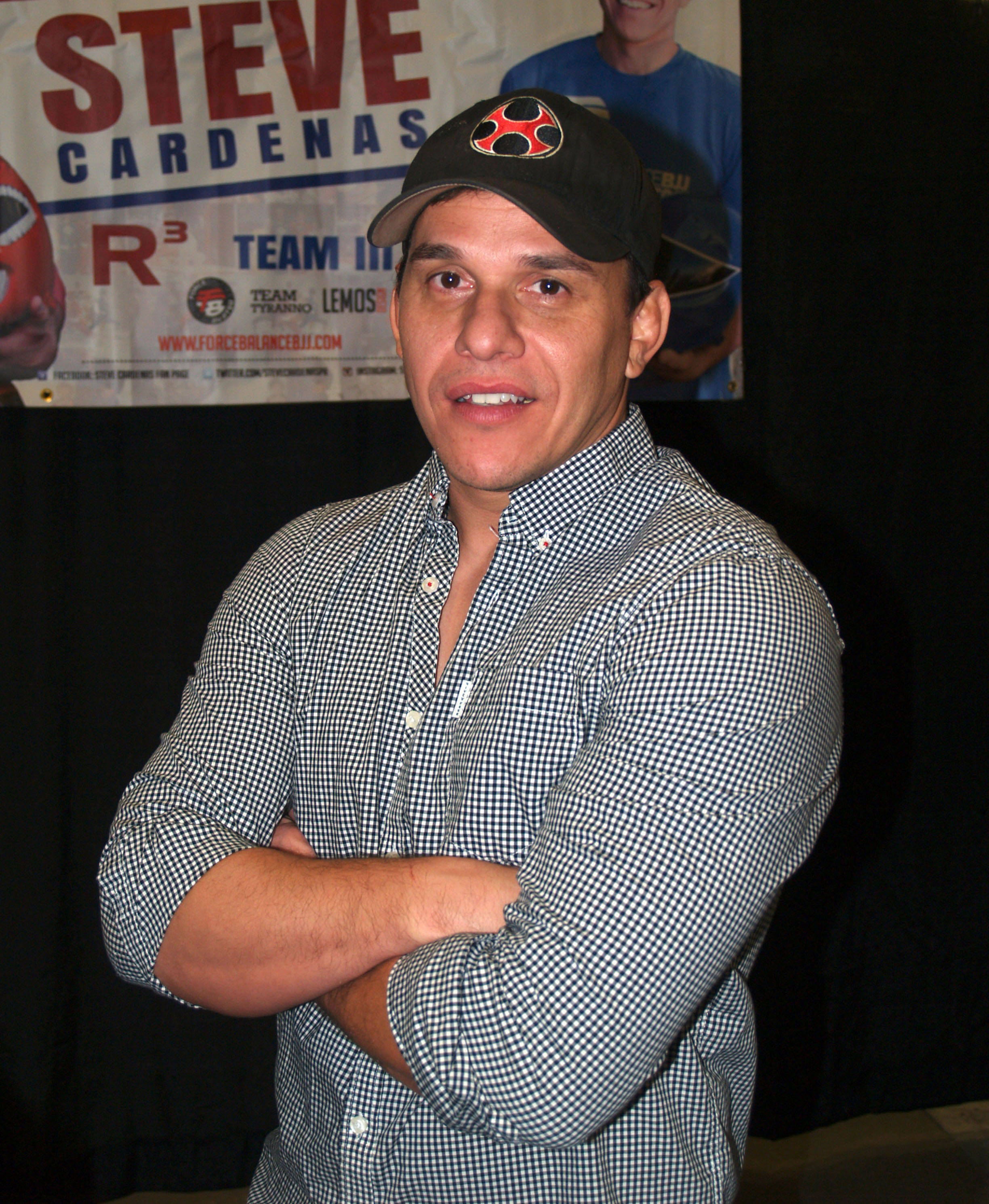

스티브 카데나스(Steve Cardenas, 1974년 5월 29일 ~ )는 미국 음악가, 배우, 텔레비전 배우, 태권도 선수이다.

## 영화
- 무적 파워 레인저 (1997년) - 록키 드샌토스 역
- 파워 레인저 (1995년) - 록키 드샌토스 역
- 마이티 모핀 파워레인저 (1993년) - 록키 드샌토스 역